# 苗穂駅

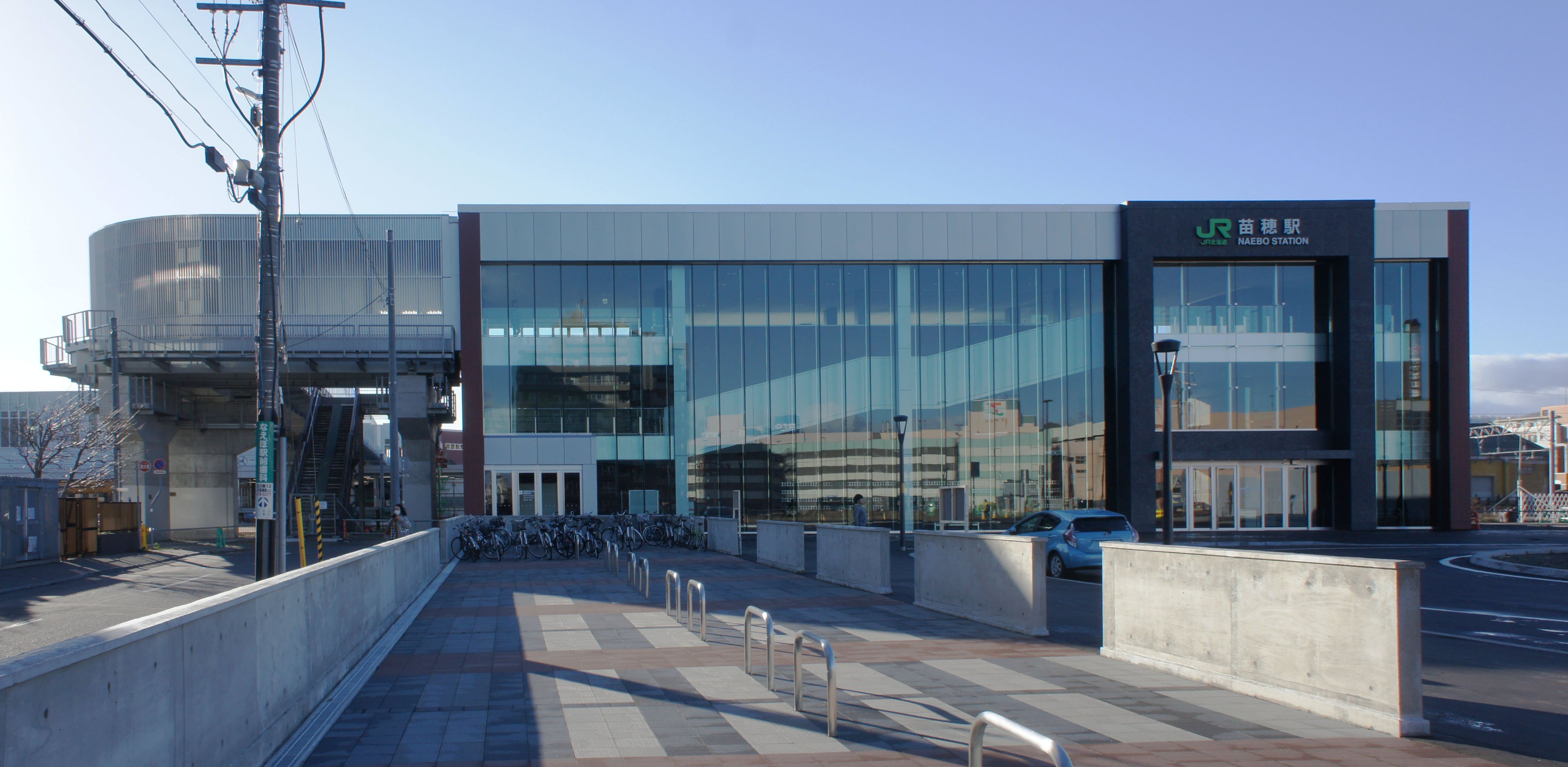
北口（2018年11月）

苗穂駅（なえぼえき）は、北海道札幌市中央区北3条東11丁目にある北海道旅客鉄道（JR北海道）・日本貨物鉄道（JR貨物）函館本線の駅である。駅番号はH02。電報略号はナホ。事務管理コードは▲130125。函館本線が所属線であるが、千歳線が旧線時代に当駅を起点としていた経緯から、千歳線の0キロポストが当駅構内に置かれている。

## 歴史

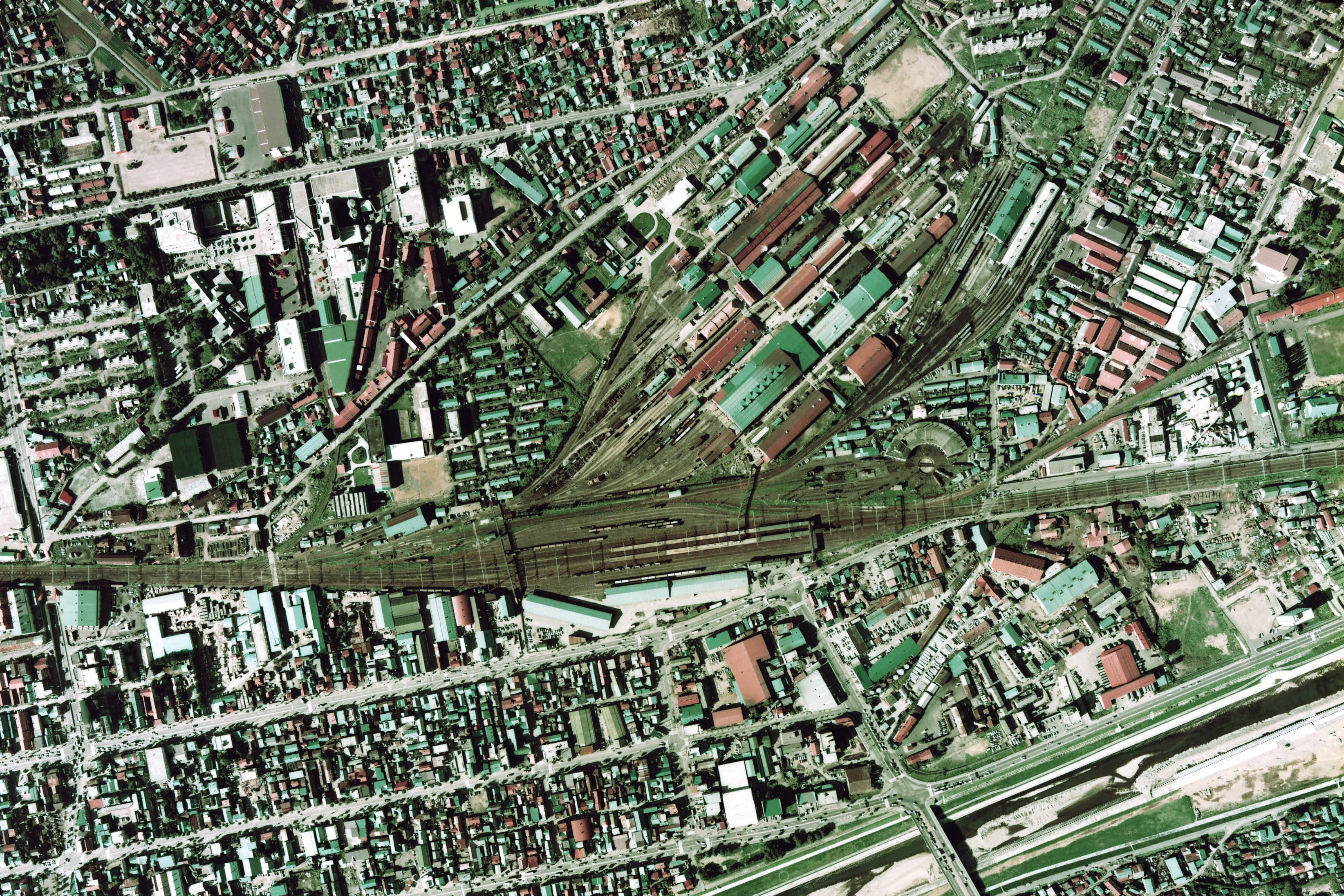
1976年の苗穂駅と周囲約1 km×1.5 km範囲。右が岩見沢及び千歳方面。この写真の時期には道内各地から集めた蒸気機関車を苗穂工場で解体しており、スクラップヤードには沢山の残骸が置かれている。札幌方面の駅裏北側にはサッポロビール工場の専用線、白石方面の駅裏東側には日本セメントの専用線、白石方面の駅表南側には木工場の専用線など、多数の側線があった。この内、日本セメント線は戦前戦中は右端の敷地（現在の陸上自衛隊苗穂分屯地）へ延びており、かつては札幌陸軍糧秣支廠（兵士の食料調達部門）の食料工場があった。

1910年（明治43年）5月16日に函館本線の駅として開業した。1926年（大正15年）8月21日には北海道鉄道（2代目）札幌線（後の千歳線）が乗り入れた。1931年（昭和6年）7月25日には、定山渓鉄道（じょうてつ）が東札幌駅を経由して乗り入れを始めた。1943年（昭和18年）8月1日には北海道鉄道が国有化され、日本国有鉄道（国鉄）千歳線となった。1969年（昭和44年）11月1日に定山渓鉄道線が廃線して東札幌駅を経由した乗り入れがなくなり、1973年（昭和48年）9月9日に千歳線が新線に切り替えられると、東札幌駅経由の線路はなくなった。
札幌市による「苗穂駅周辺地区まちづくり事業」によって駅を札幌駅方面に約300 m移転新築し、自由通路を整備した橋上駅となって2018年（平成30年）11月17日に開業した。なお、移転後の2代目駅舎は解体する。また、地上駅時代は出入口が南口（中央区側）しかなかったが、この橋上駅化に伴い、北口（東区側）が新設された。
2018年に供用開始された3代目駅舎の出札口上に「ふらんすへ 行きたしと...」で始まる萩原朔太郎の詩「旅上」の一節が書かれた額が掲げられている。この一節は前代2代目駅舎の頃から駅舎の外壁に看板として掲げられており、駅を通る列車からもよく目立つこともあって長らく苗穂駅の名物として親しまれてきたことから、3代目駅舎にも引き継がれる形になった。

### 年表
- 1909年（明治42年）
  - 11月8日：大日本麦酒（現在のサッポロビール）札幌工場製麦場専用線（旧札幌製糖工場専用線の再利用）0.66 km運用開始。
  - 12月8日：北海道鉄道管理局札幌工場設置。
- 1910年（明治43年）5月16日：鉄道院（国鉄）の駅として開業（一般駅）[1]。
- 1915年（大正4年）4月1日：札幌工場を苗穂工場と改称。
- 1922年（大正11年）12月：札幌電気軌道（現在の札幌市電）苗穂線が苗穂駅前乗り入れ。
- 1926年（大正15年）8月21日：北海道鉄道（2代目）札幌線（後の千歳線）乗り入れ[3]。
- 1931年（昭和6年）7月25日：直流電化し、定山渓鉄道（じょうてつ）が東札幌駅を経由しての乗り入れ開始[3]。
- 1935年（昭和10年）：2代目駅舎開業。
- 1936年（昭和11年）10月5日：沿線で陸軍特別大演習が行われる。昭和天皇乗車のお召し列車が苗穂駅 - 恵庭駅間で往復運行[7]。
- 1937年（昭和12年）3月10日：札幌機関庫が廃止され、苗穂機関庫設置。
- 1943年（昭和18年）8月1日：北海道鉄道が戦時買収により国有化[3]。
- 1950年（昭和25年）2月10日：札幌客貨車区設置。
- 1957年（昭和32年）8月12日：定山渓鉄道が自社新製気動車による札幌駅乗り入れ開始[3]。
- 1965年（昭和40年）9月25日: 札幌駅 - 苗穂駅間運転線3線化完成。旅客ホーム改築一面2線増設完成。旧駅舎側より千歳上下一面、函館上下一面とする。
- 1969年（昭和44年）11月1日：定山渓鉄道線廃線に伴い、同社の乗り入れ運転廃止。
- 1971年（昭和46年）10月1日：札幌市電苗穂線の苗穂駅前停留場廃止。
- 1973年（昭和48年）
  - 9月9日：千歳線新線が開業し、苗穂駅 - 東札幌駅間廃止[3]。白石方面北側に一線腹付け増線し、複々線化。ホーム配置を旧駅舎側より千歳上下、函館上下の配線を千歳線・函館本線札幌・小樽方面1面2線、函館本線岩見沢方面・千歳線苫小牧方面1面2線の配置とする。
  - 10月1日：専用線発着を除く貨物の取扱い廃止[1]。
- 1980年（昭和55年）10月1日：構内に大規模な小荷物取扱設備を設置し、札幌駅の小荷物機能の大部分を移転。併せて構内に札幌鉄道郵便局札幌輸送センターが開設される[8]。
- 1984年（昭和59年）2月1日：札幌鉄道郵便局札幌輸送センターが廃止となる[9]。
- 1986年（昭和61年）11月1日：小荷物の取扱い廃止[1]。
- 1987年（昭和62年）4月1日：国鉄分割民営化により北海道旅客鉄道（JR北海道）・日本貨物鉄道（JR貨物）の駅となる[1]。
- 1988年（昭和63年）11月3日：苗穂駅 - 琴似駅間の「連続立体交差事業」完成に伴い、札幌駅 - 苗穂駅間4線・複々線化運用開始。
- 1994年（平成6年）10月1日：桑園駅 - 札幌駅間3線化に伴い、貨物線2線と第一乗降場一面2線を駅舎側に移設し、既存札幌方面第一乗降場を撤去して留置線2本設置[10]。
- 1998年（平成10年）12月7日：自動改札機を設置し、供用開始[11]。
- 2001年（平成13年）3月：貨物列車運行終了。
- 2007年（平成19年）10月1日：駅ナンバリング実施（H02）[JR 1]。
- 2008年（平成20年）10月25日：ICカード「Kitaca」供用開始[JR 4]。
- 2015年（平成27年）：貨物1番、2番使用停止。第二乗降場ホーム有効長を第一乗降場と同じ135 mに短縮。
- 2016年（平成28年）7月：旧貨物1・2番線撤去。苗穂駅の移転橋上駅舎化に伴い、配線移設変更工事開始。
- 2017年（平成29年）
  - 1月4日：隣接の社員研修センターが手稲区へ移転[JR 5]。
  - 3月10日：キヨスク閉店。
- 2018年（平成30年）11月17日：函館方に約300 m移転し、3代目駅舎開業[JR 2][JR 3][札幌市 1]。同時に北口を開設[JR 2][JR 3][札幌市 1]。この時点では営業キロ程は修正せず。
- 2019年（令和元年）
  - 6月3日：2代目駅舎・ホームなどの解体工事が開始[新聞 1]。
  - 10月1日：同日のJR北海道線運賃改定と同時に駅移転を反映した営業キロ程改定（函館起点288.5 km→288.2 km）を実施[12]。
- 2021年（令和03年）3月4日：北口と商業施設「アリオ札幌」1階敷地を結ぶ空中歩廊の利用を開始[JR 6][新聞 2]。

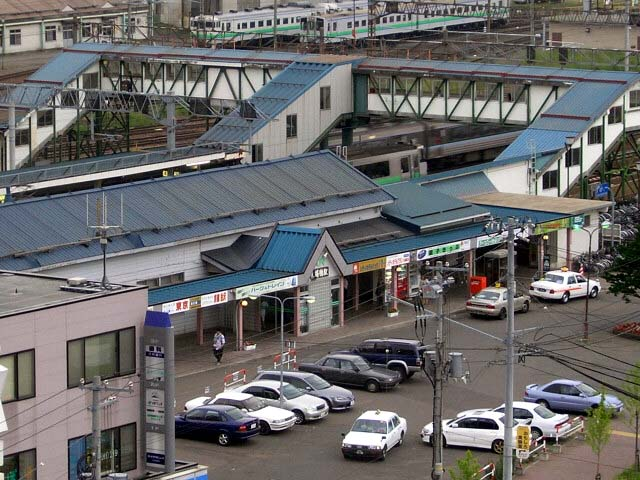
旧駅舎（2004年6月）
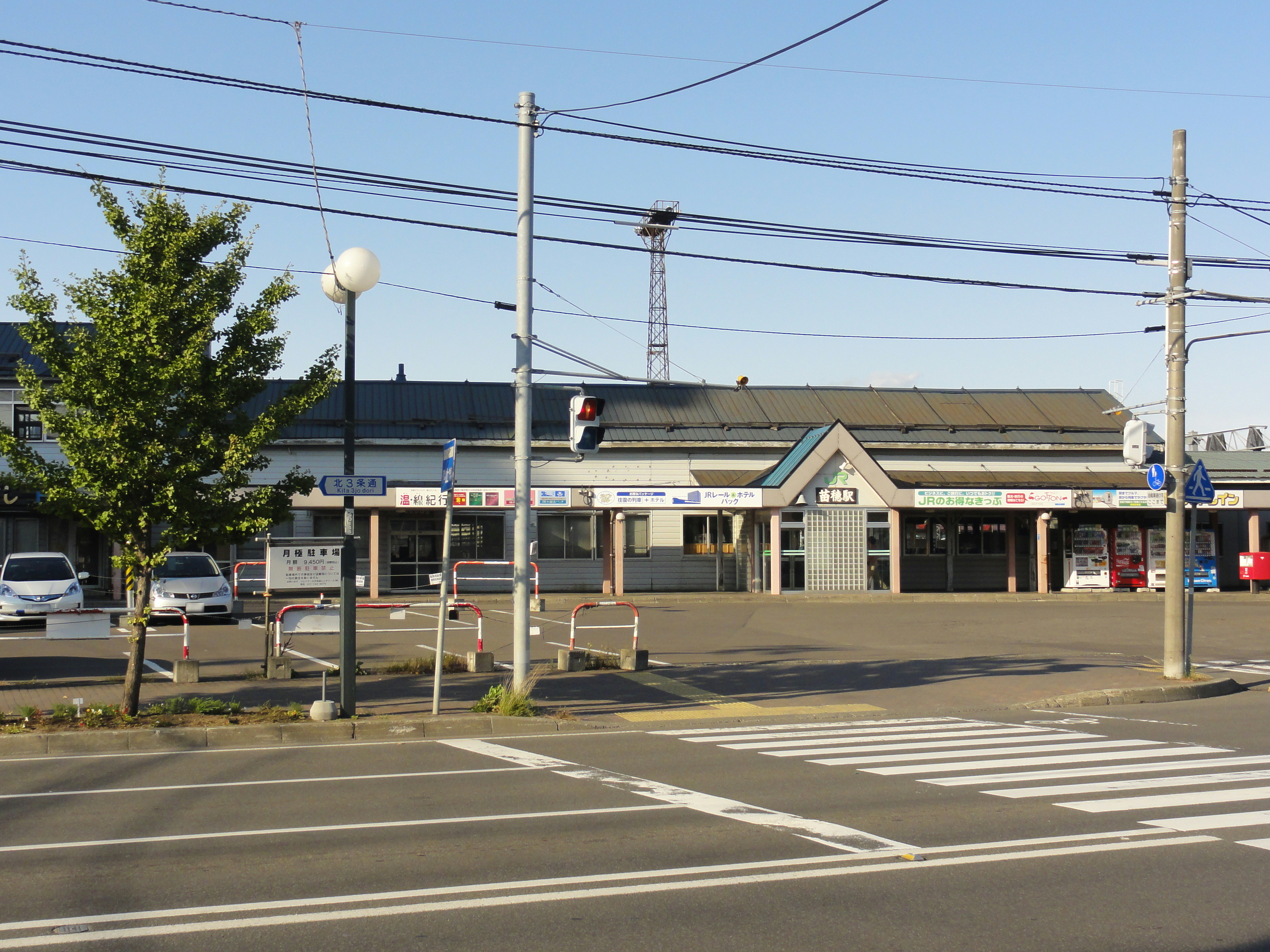
旧駅舎（2012年10月）
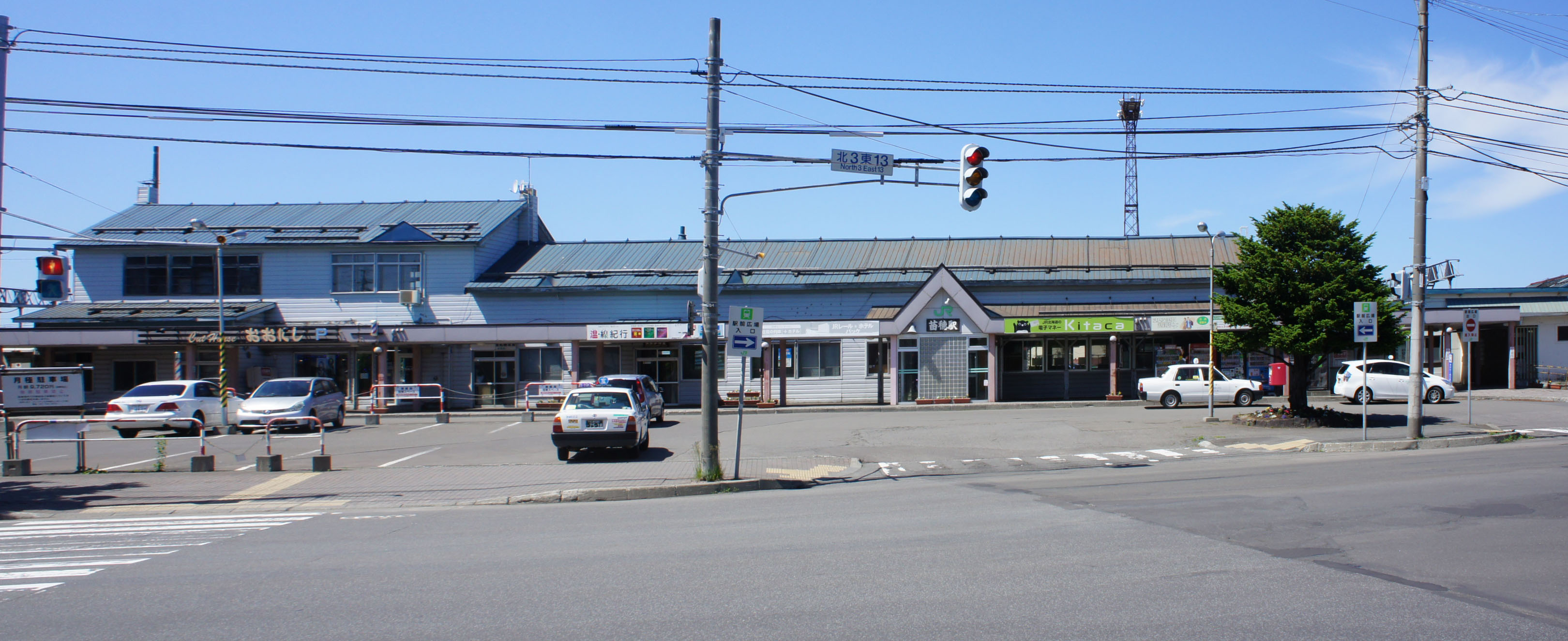
旧駅舎（2017年6月）
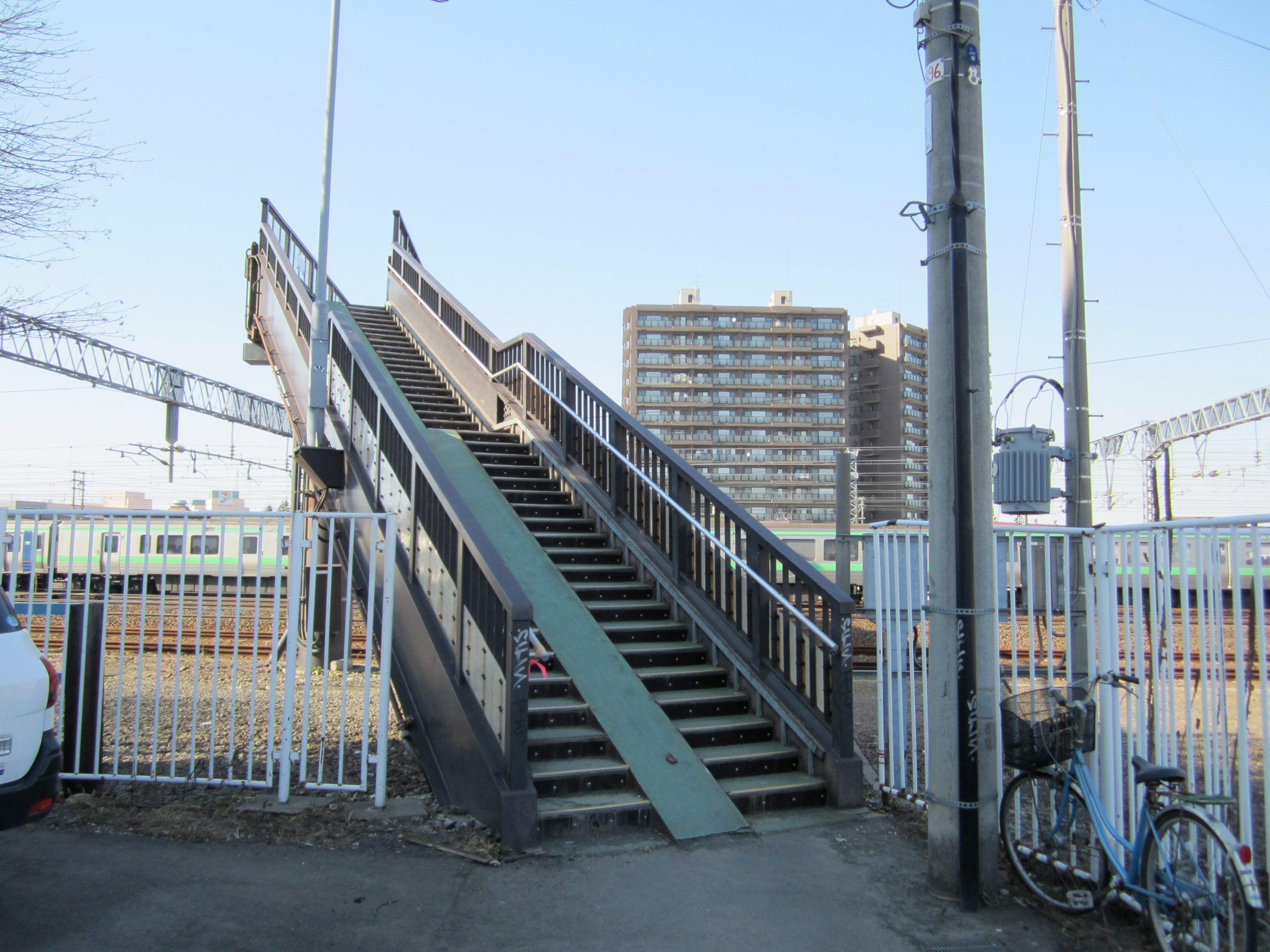
新駅舎建設前にあった人道橋。旧苗穂駅から徒歩で駅北側へ向かう場合の最短経路であった（2012年4月）。
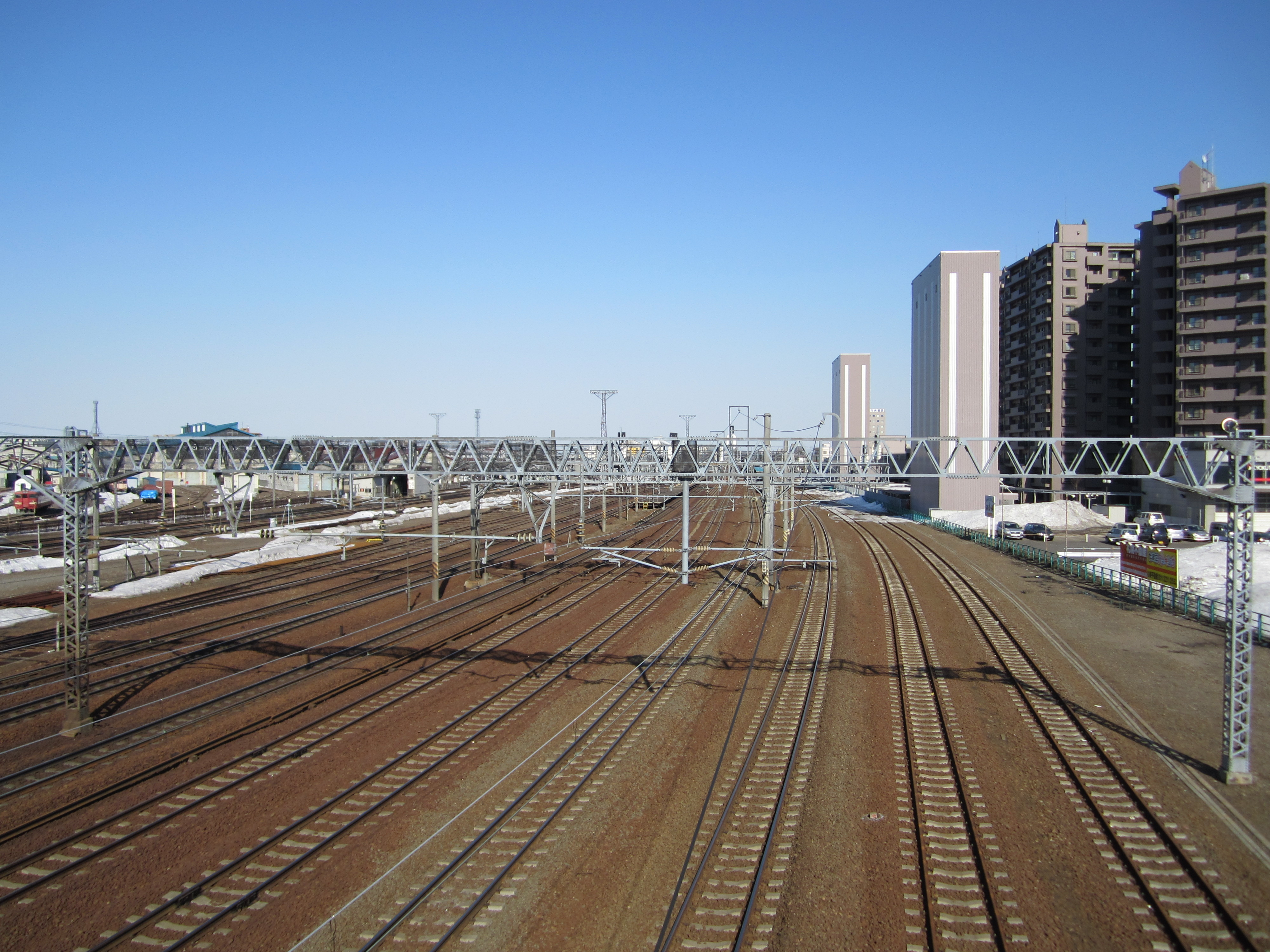
かつての人道橋から見た白石方面（2012年4月）。

## 駅構造
2面4線（札幌・小樽方面1面、岩見沢・苫小牧方面1面、延長135 m）の島式ホームを有する橋上駅。駅舎は2階建てであり、階段4箇所、エレベーター2基、旅客用トイレがあるほか、札幌市による自由通路（苗穂駅前広場連絡歩道）を併設している。社員配置駅。みどりの窓口、自動券売機、話せる券売機、自動改札機を設置している。また、北海道キヨスクによる「セブンイレブン北海道ST苗穂店」がある。駅の北東側には、北海道旅客鉄道苗穂工場や苗穂運転所、日本貨物鉄道の苗穂車両所が立地している。

### のりば
| 番線 | 路線      | 方向 | 行先             |
| ---- | --------- | ---- | ---------------- |
| 1    | ■函館本線 | 上り | 札幌・小樽方面   |
| 2    | ■千歳線   | 下り | 札幌・小樽方面   |
| 3    | ■千歳線   | 上り | 新札幌・千歳方面 |
| 4    | ■函館本線 | 下り | 厚別・江別方面   |

（出典：JR北海道:駅の情報検索）

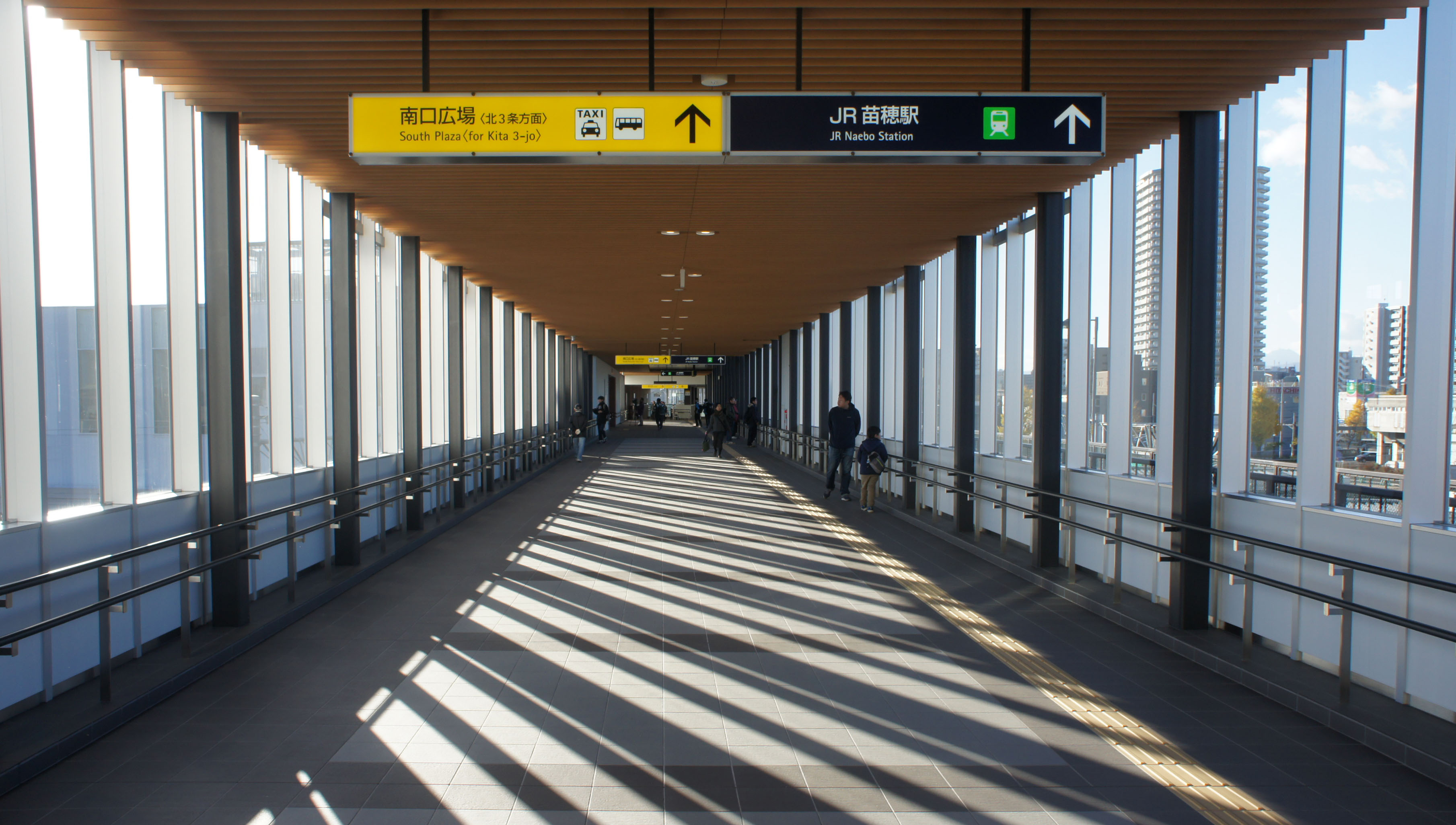
自由通路（2018年11月）
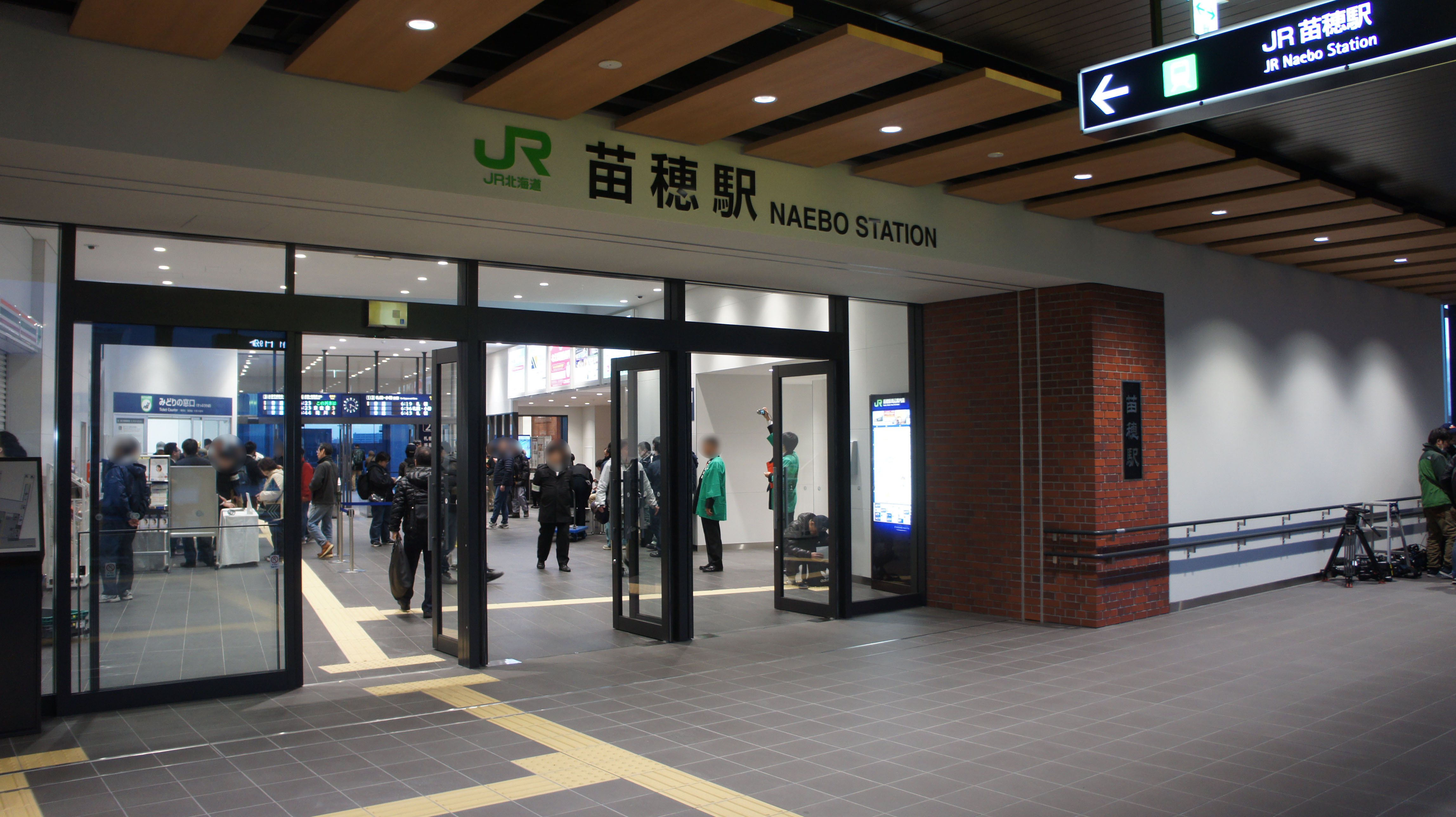
駅出入口（2018年11月）
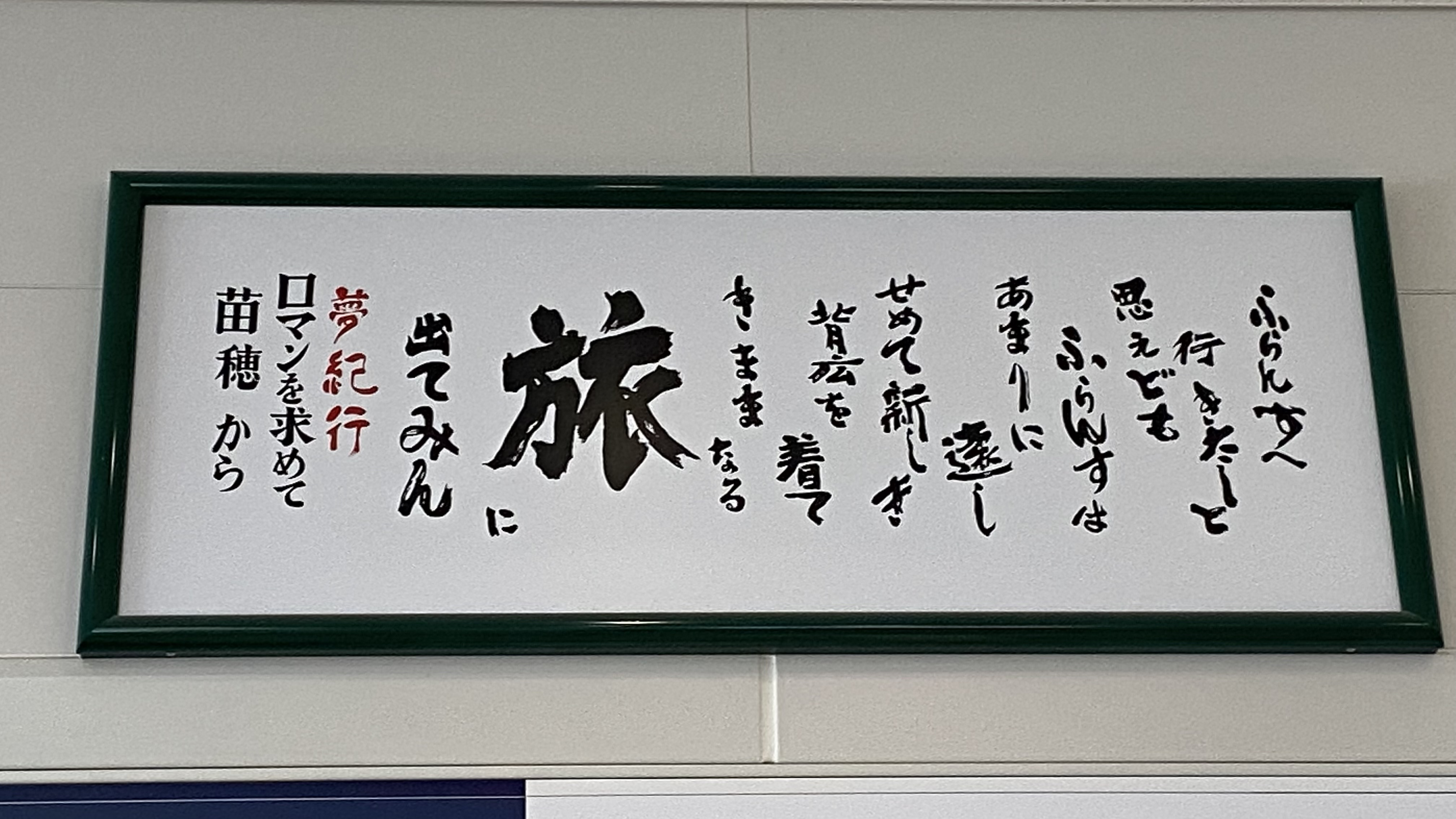
出札口前に掲げられた萩原朔太郎の詩「旅上」の一節（2022年4月）
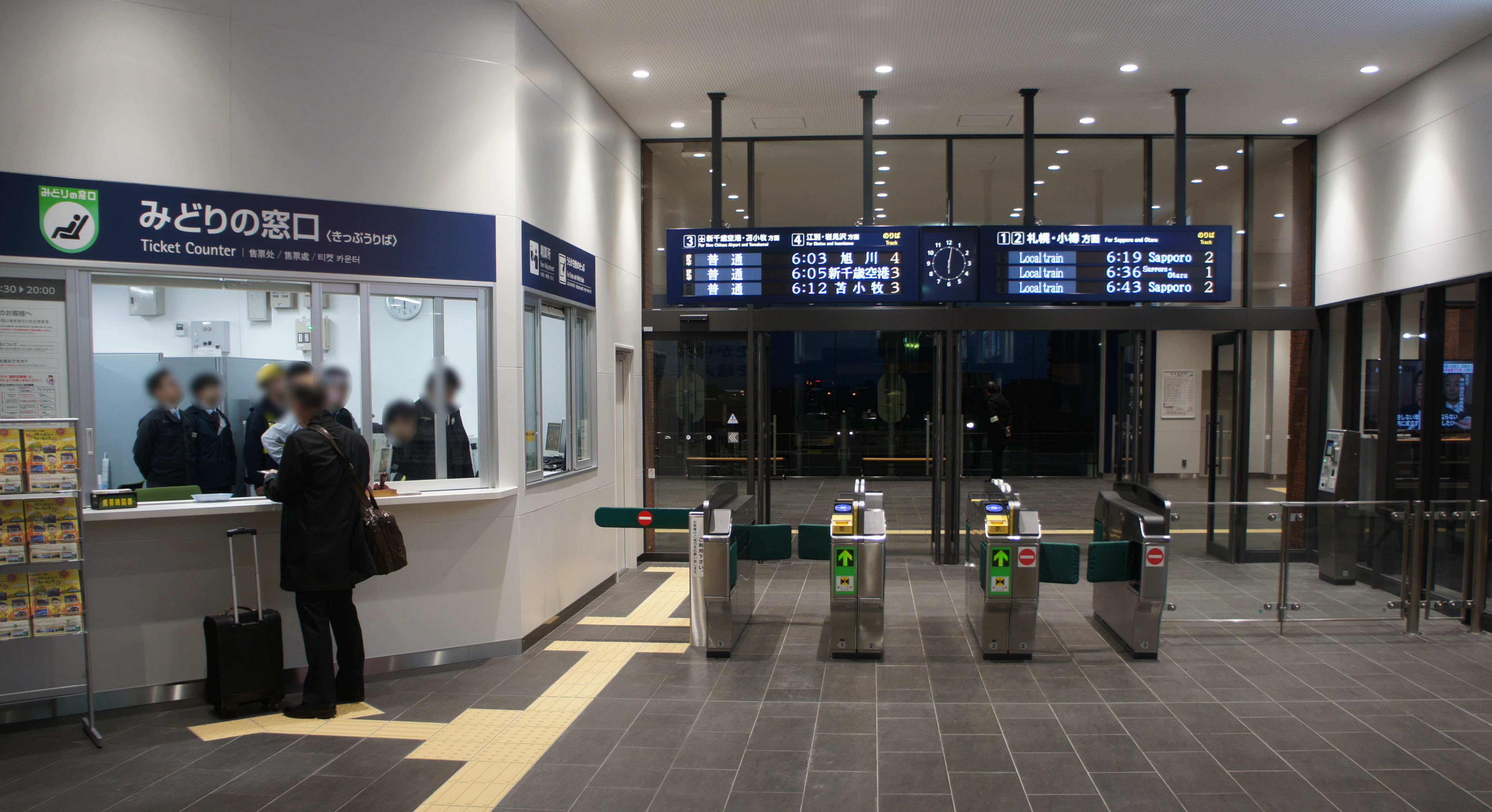
改札口（2018年11月）
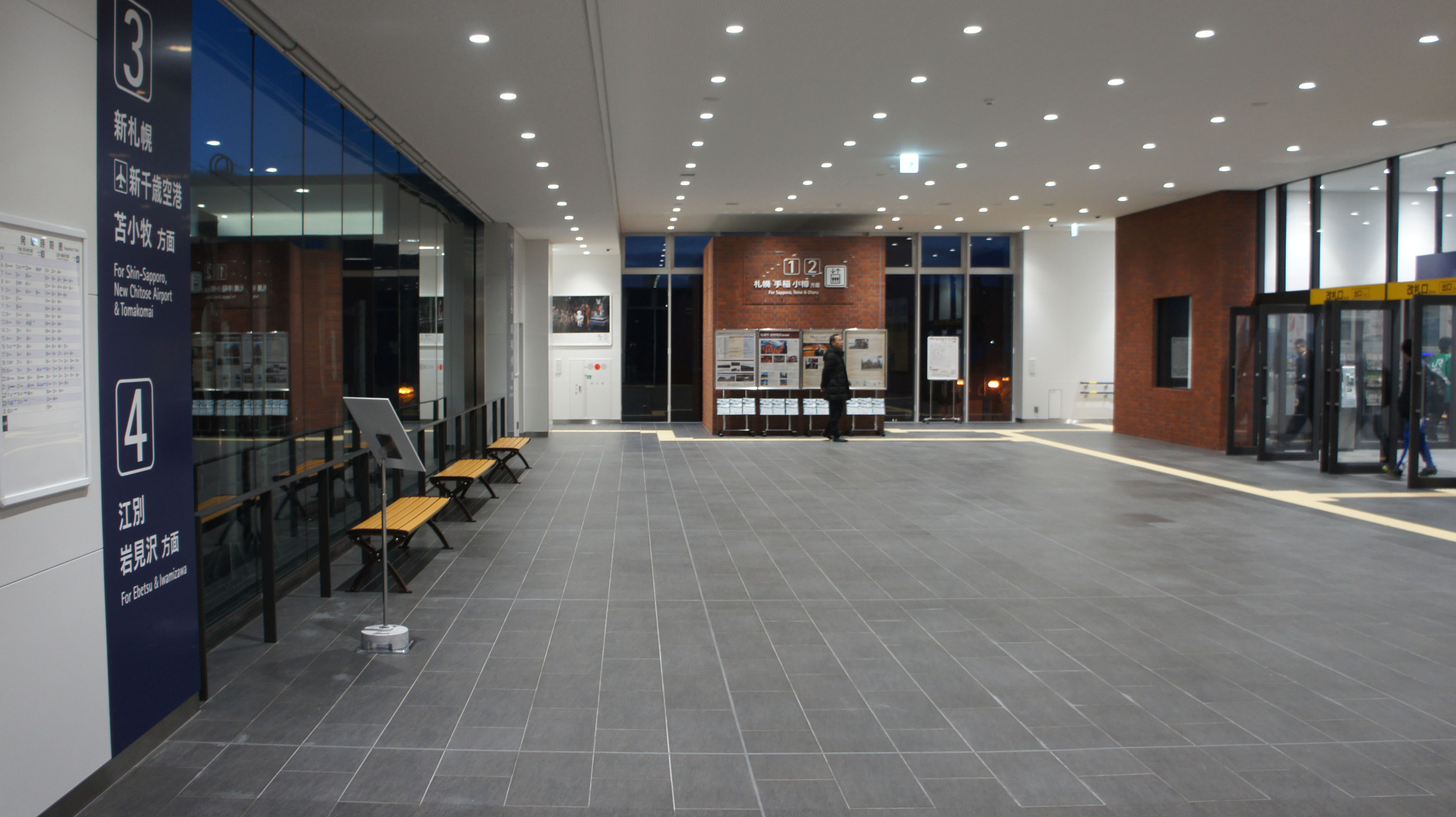
改札内コンコース（2018年11月）
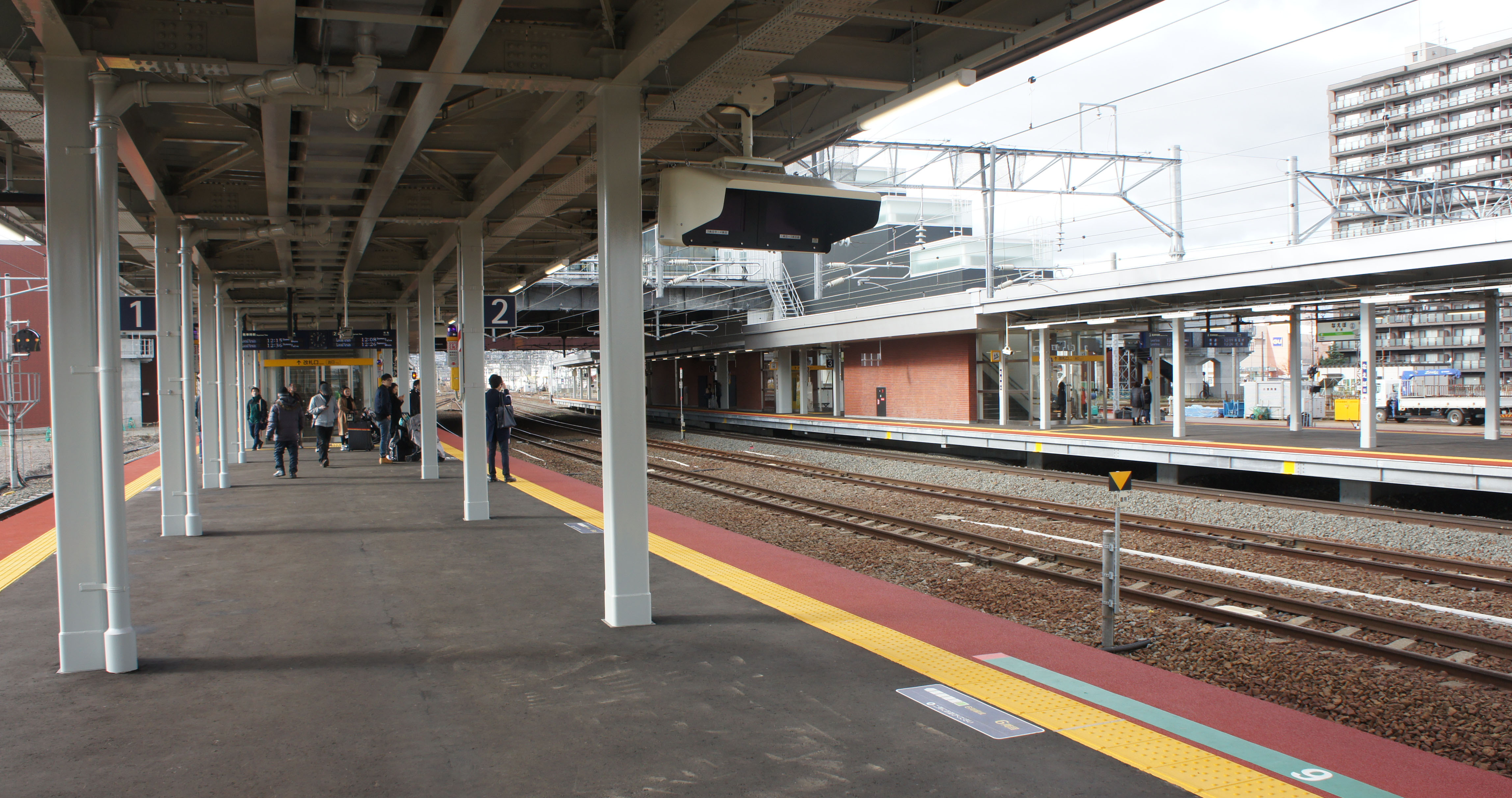
ホーム全体（2018年11月）
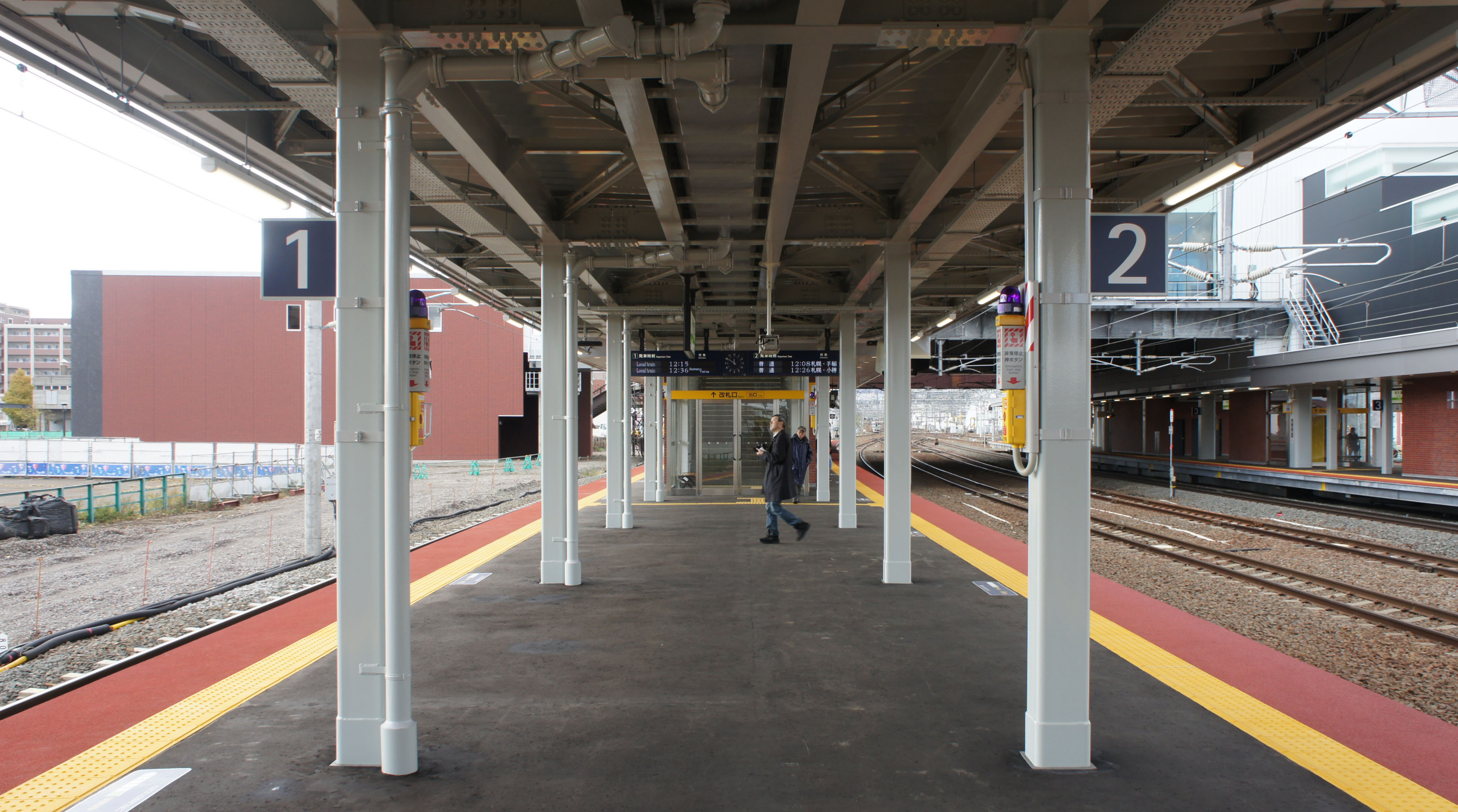
ホーム（1・2番線） （2018年11月）
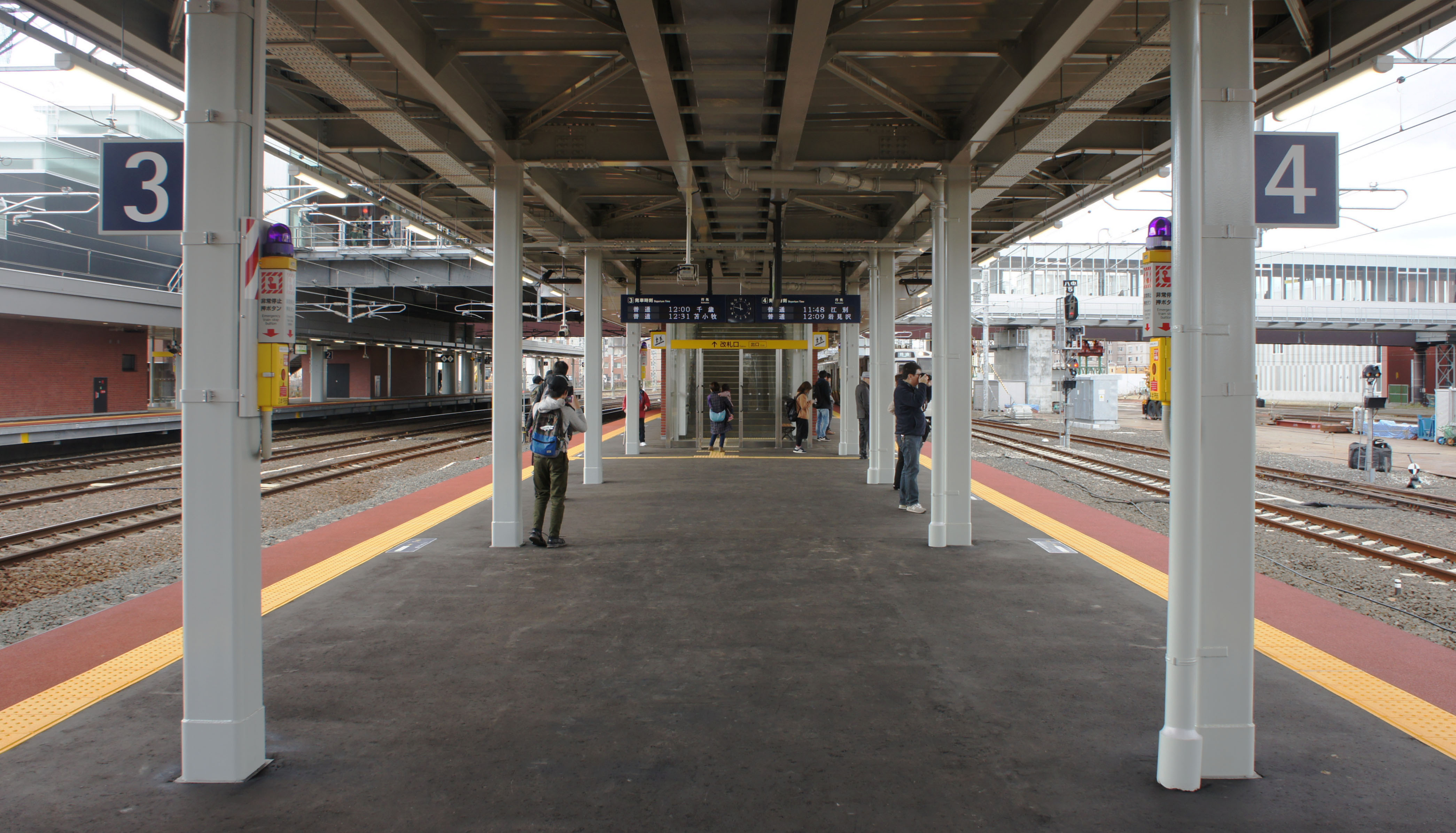
ホーム（3・4番線） （2018年11月）

旧駅舎時代
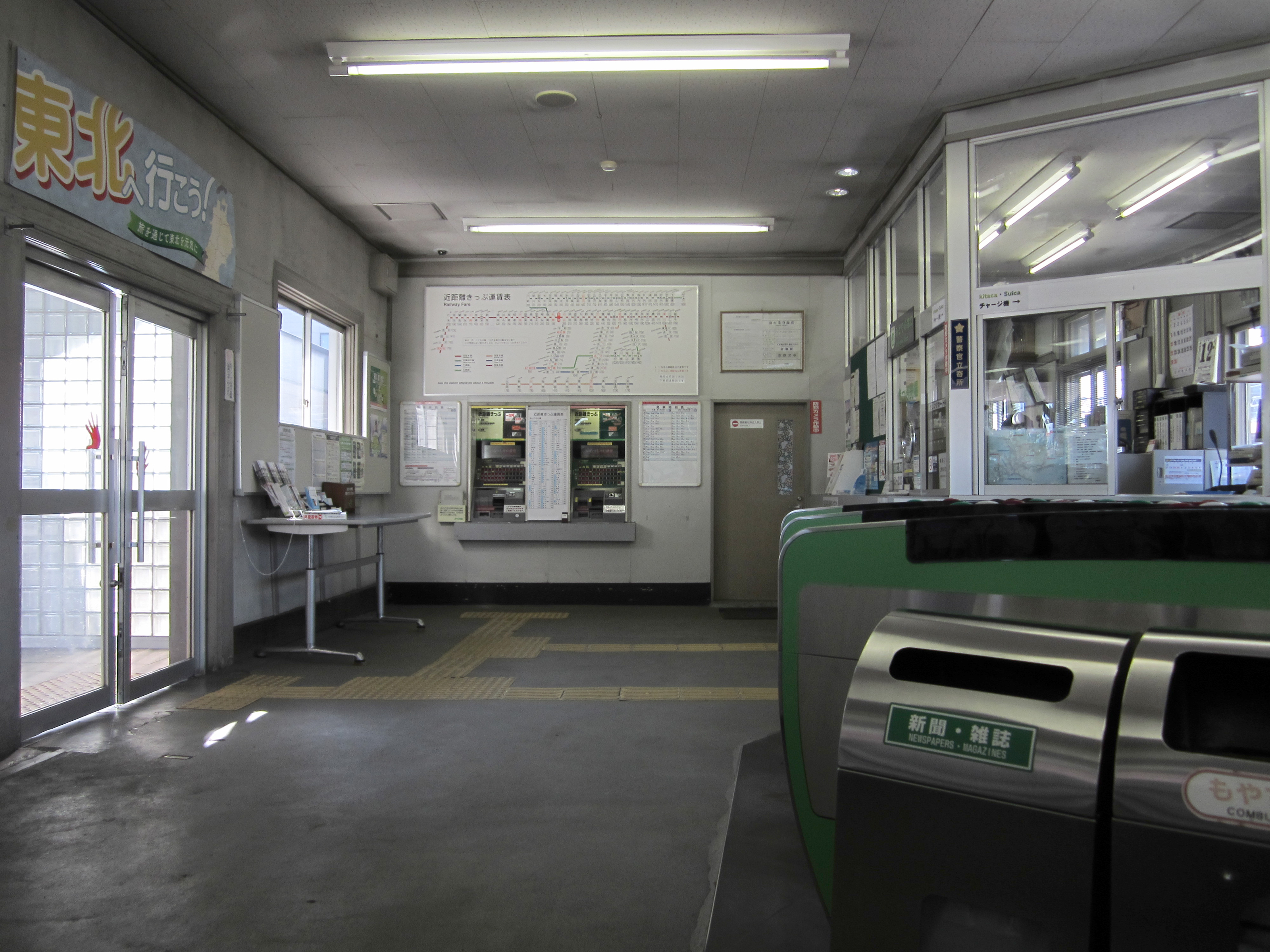
旧駅舎内（2012年4月）
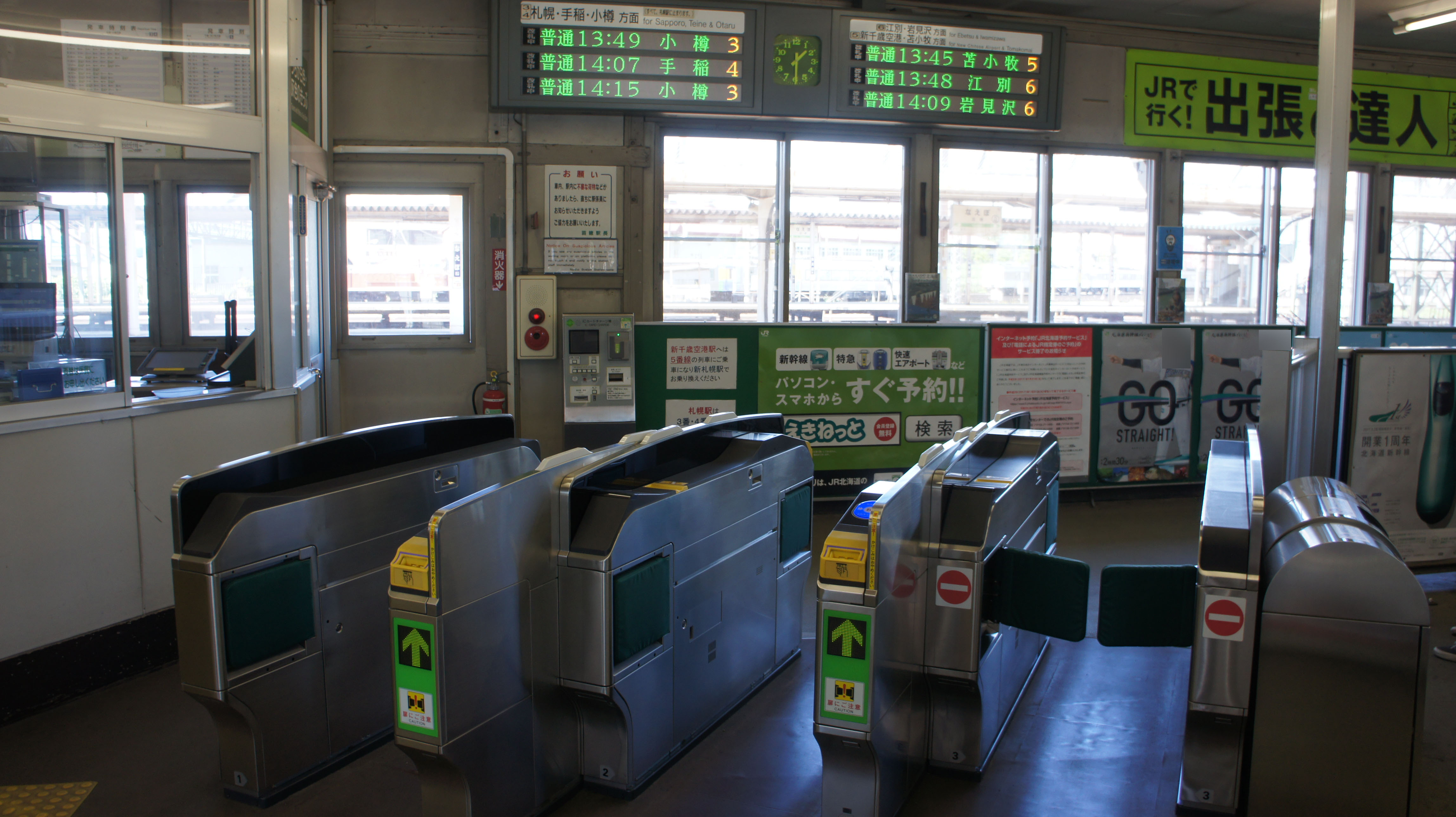
旧改札口（2017年6月）
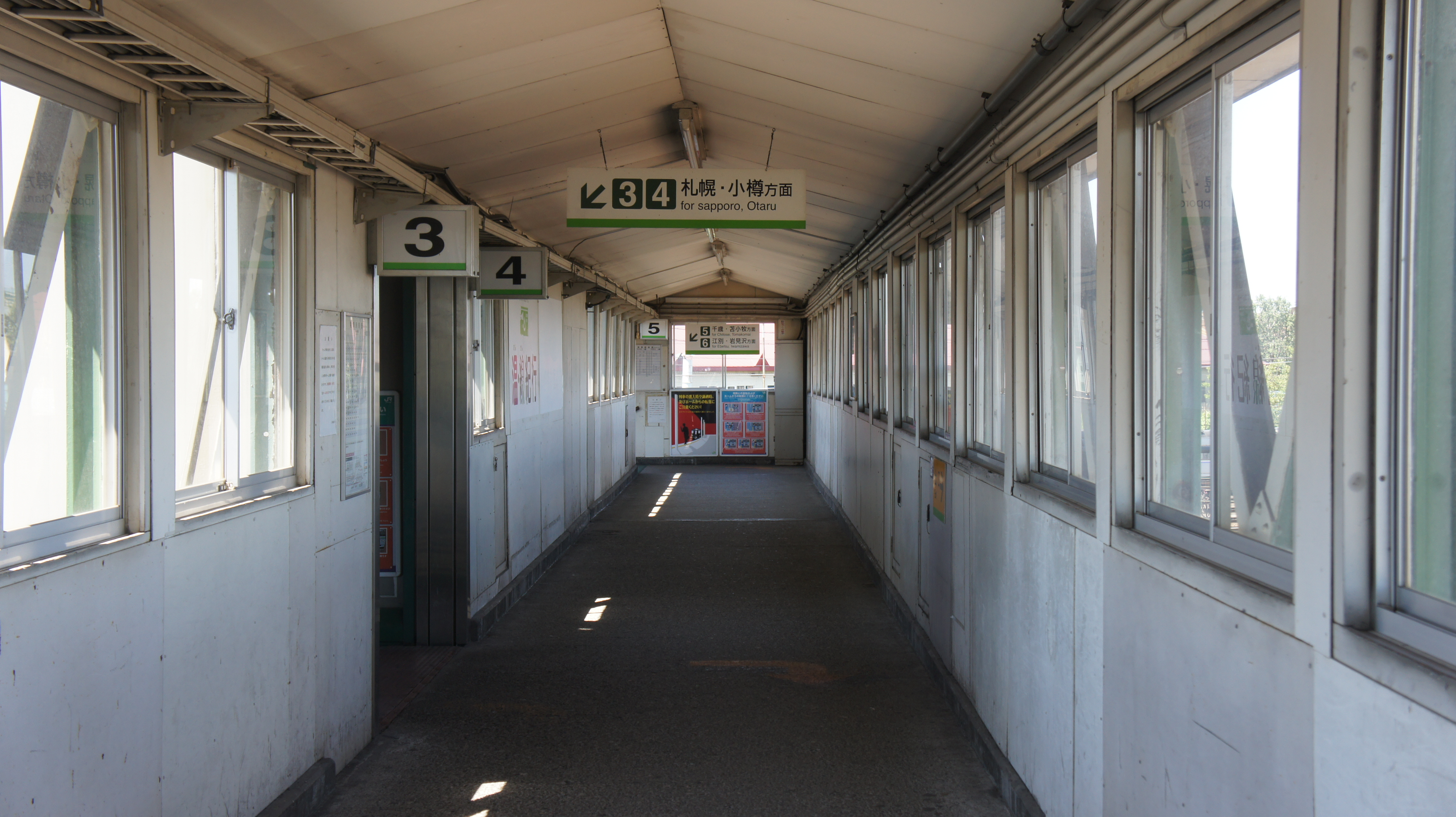
旧跨線橋（2017年6月）
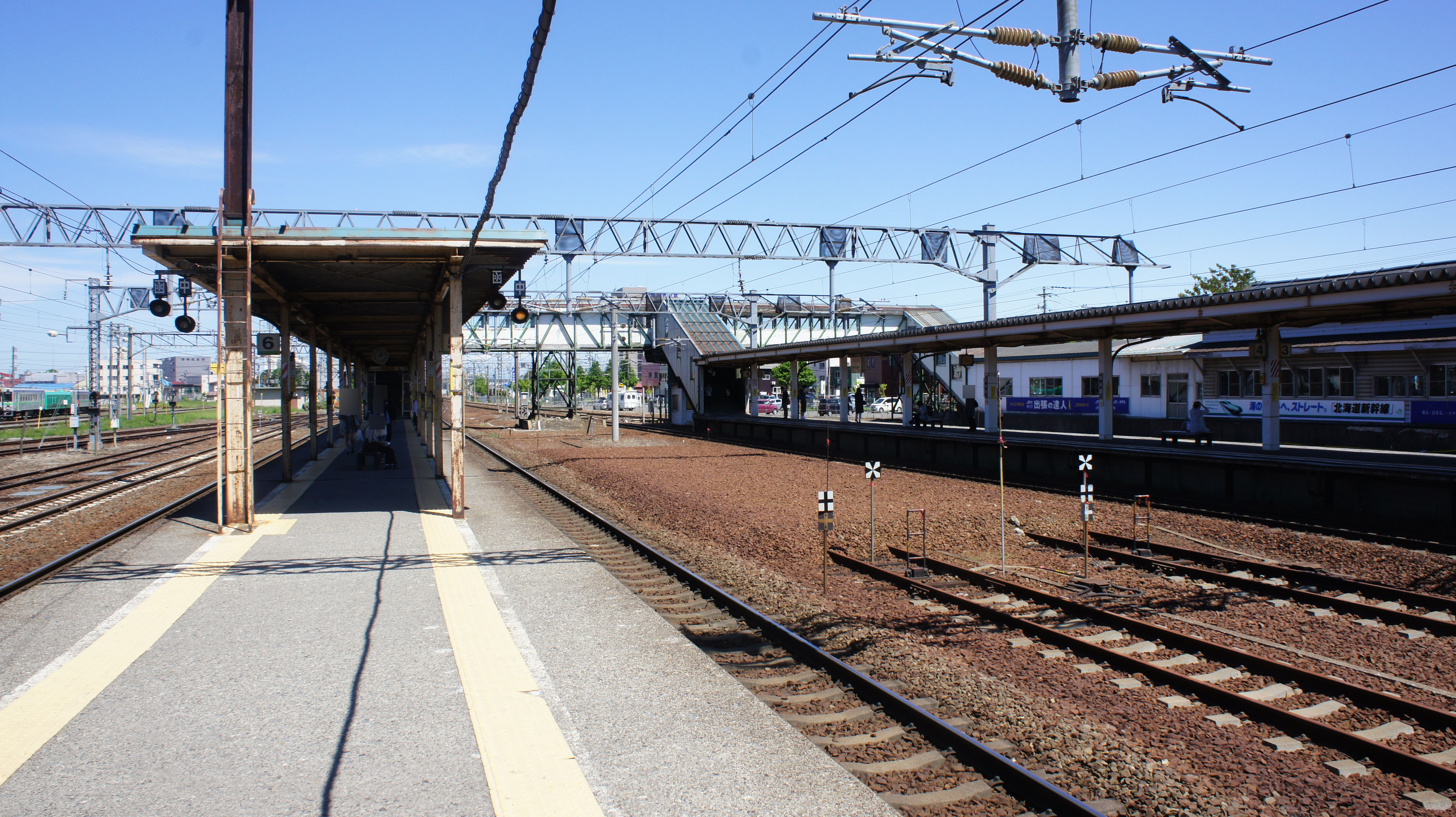
旧ホーム全体（2017年6月）
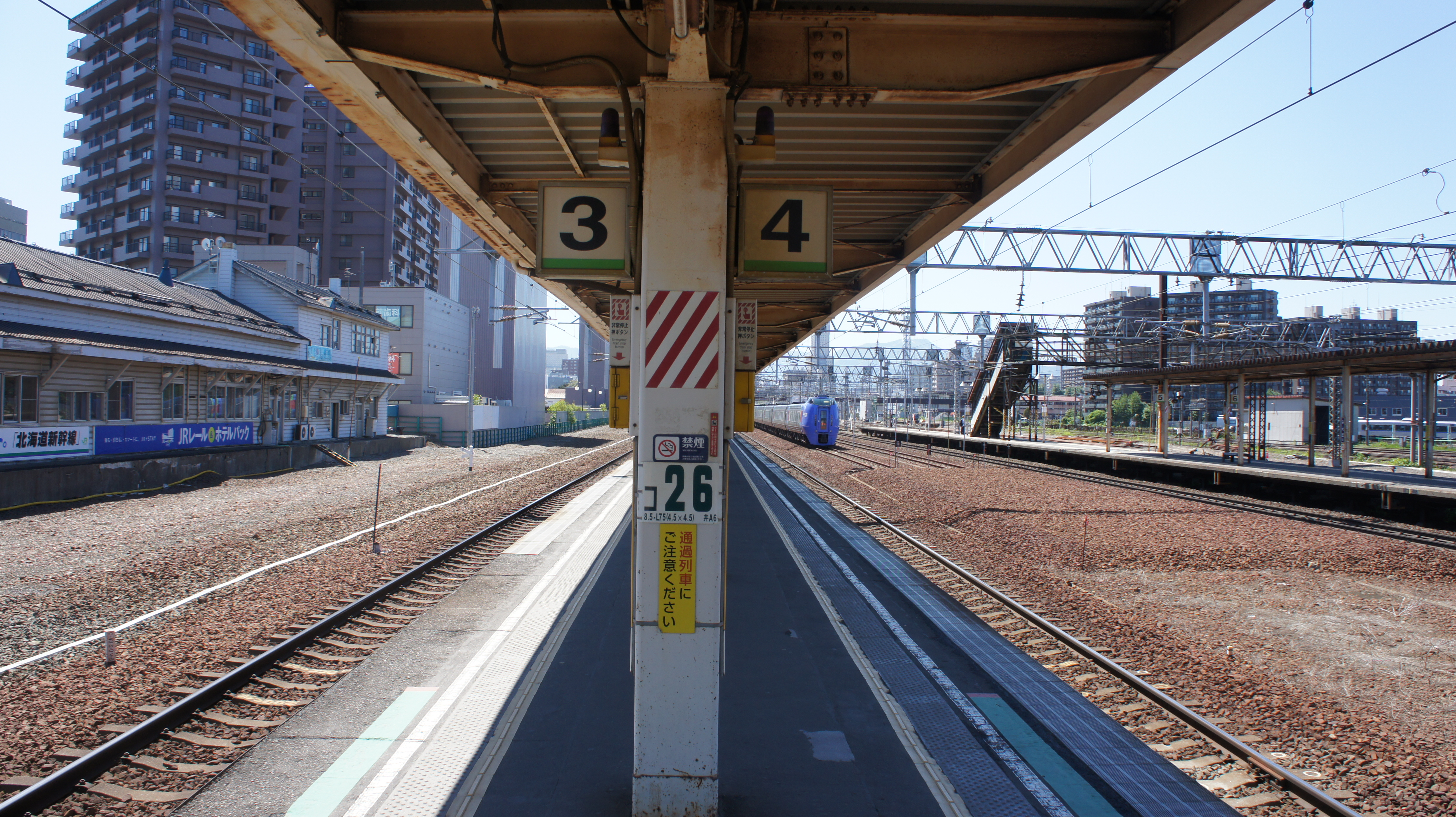
旧ホーム（3・4番線） （2017年6月）
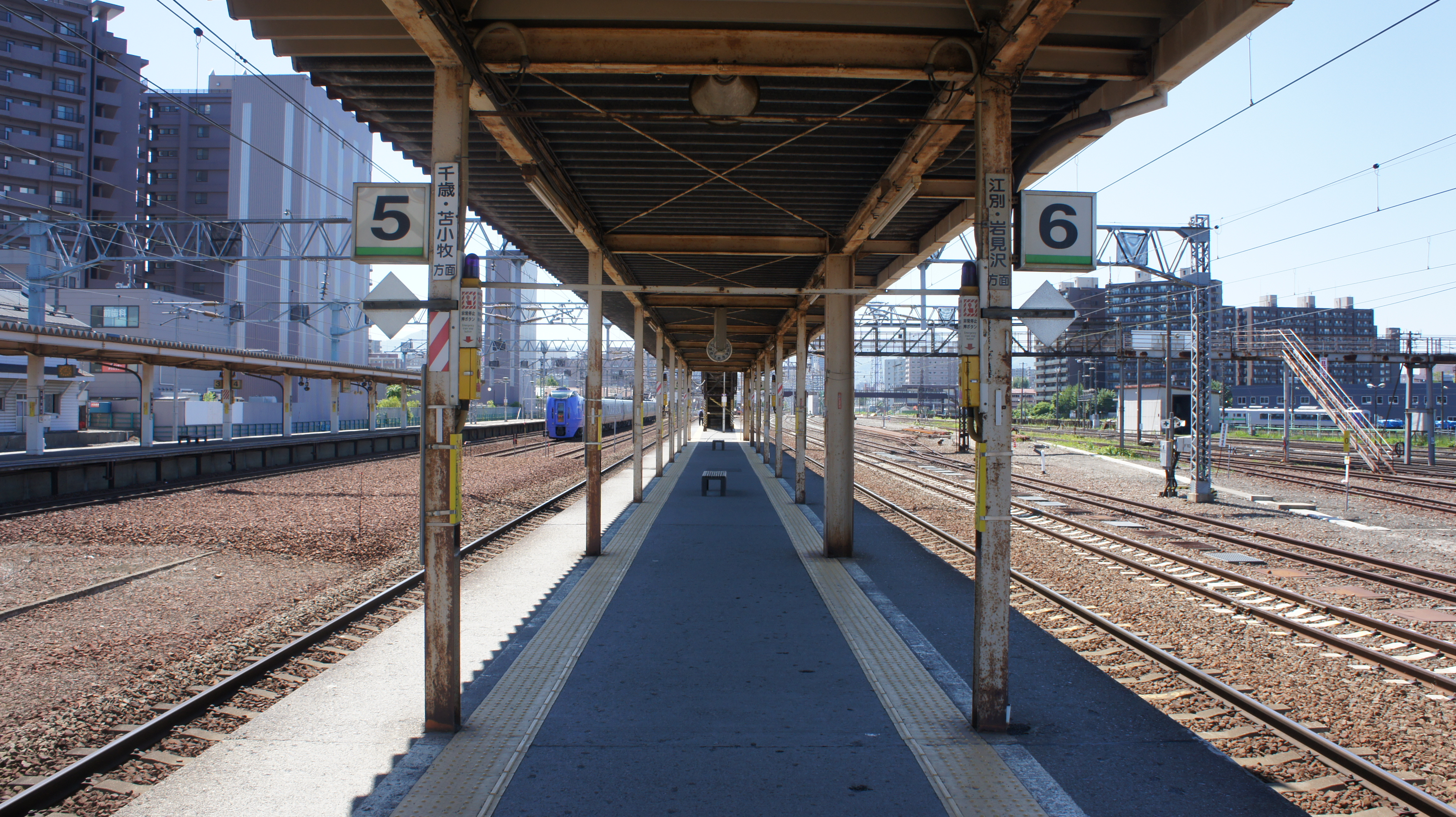
旧ホーム（5・6番線） （2017年6月）

## 貨物取扱
日本貨物鉄道（JR貨物）の駅としては、車扱貨物の臨時取扱駅となっている。当駅には貨物列車の発着は無く、貨物設備や専用線も接続していない。最盛期の1970年（昭和45年）には、26社28本の専用線が当駅から分岐していた。1986年（昭和61年）までは、駅東側にある日本セメント（現在の太平洋セメント）札幌サービスステーションや、駅北側にあったサッポロビール札幌工場へ続く専用線もあった。また、駅西側にあった北海道ガス札幌工場へ続く専用線は都市ガスの液化石油ガス（LPG）を輸送するために使用していたが、天然ガスへの転換に伴って2001年（平成13年）3月15日の本輪西駅発送分の到着を以って廃止となった。これ以降の貨物列車の発着はない。

## 利用状況
2019年（令和元年）度の1日平均乗車人員は5,200人である。
近年の1日平均乗車人員の推移は以下の通りである。
| 年度               | 1日平均 乗車人員 | 出典   |
| ------------------ | ---------------- | ------ |
| 1970年（昭和45年） | 980              | [ 15 ] |
| ：                 |                  |        |
| 1975年（昭和50年） | 904              | [ 15 ] |
| ：                 |                  |        |
| 1980年（昭和55年） | 1,309            | [ 15 ] |
| ：                 |                  |        |
| 1985年（昭和60年） | 1,366            | [ 15 ] |
| ：                 |                  |        |
| 1990年（平成02年） | 1,996            | [ 15 ] |
| ：                 |                  |        |
| 1995年（平成07年） | 2,395            | [ 15 ] |
| ：                 |                  |        |
| 2000年（平成12年） | 2,516            | [ 15 ] |
| 2001年（平成13年） | 2,547            |        |
| 2002年（平成14年） | 2,601            |        |
| 2003年（平成15年） | 2,586            |        |
| 2004年（平成16年） | 2,684            | [ 15 ] |
| 2005年（平成17年） | 2,972            | [ 15 ] |
| 2006年（平成18年） | 3,150            | [ 15 ] |
| 2007年（平成19年） | 3,262            | [ 15 ] |
| 2008年（平成20年） | 3,404            | [ 15 ] |
| 2009年（平成21年） | 3,459            | [ 15 ] |
| 2010年（平成22年） | 3,627            | [ 15 ] |
| 2011年（平成23年） | 3,760            | [ 15 ] |
| 2012年（平成24年） | 3,851            | [ 15 ] |
| 2013年（平成25年） | 3,996            | [ 15 ] |
| 2014年（平成26年） | 4,176            | [ 15 ] |
| 2015年（平成27年） | 4,197            | [ 15 ] |
| 2016年（平成28年） | 4,227            | [ 15 ] |
| 2017年（平成29年） | 4,233            | [ 15 ] |
| 2018年（平成30年） | 4,534            | [ 15 ] |
| 2019年（令和元年） | 5,200            | [ 14 ] |

## 駅周辺

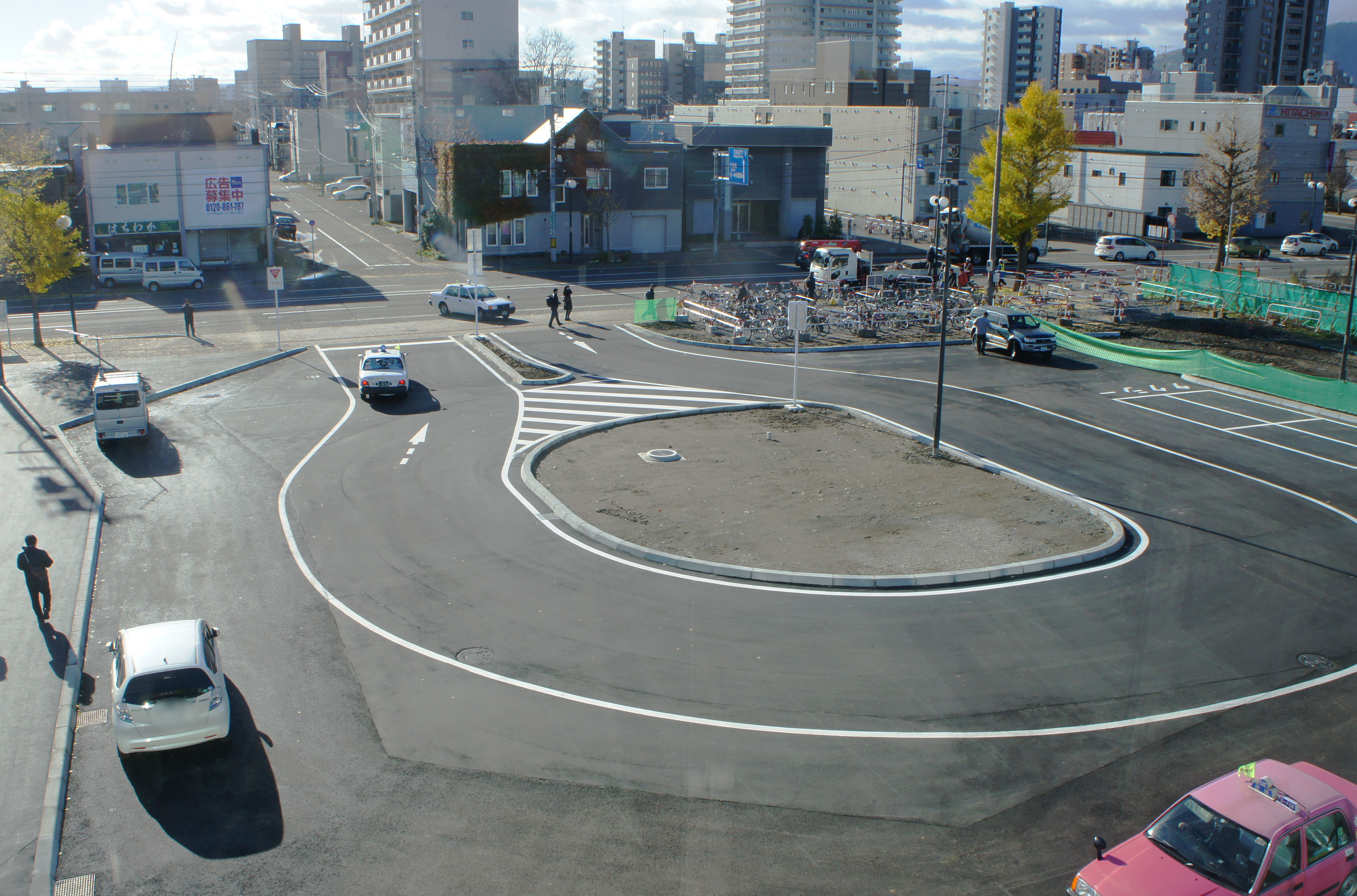
駅前広場（南口）
（2018年11月）

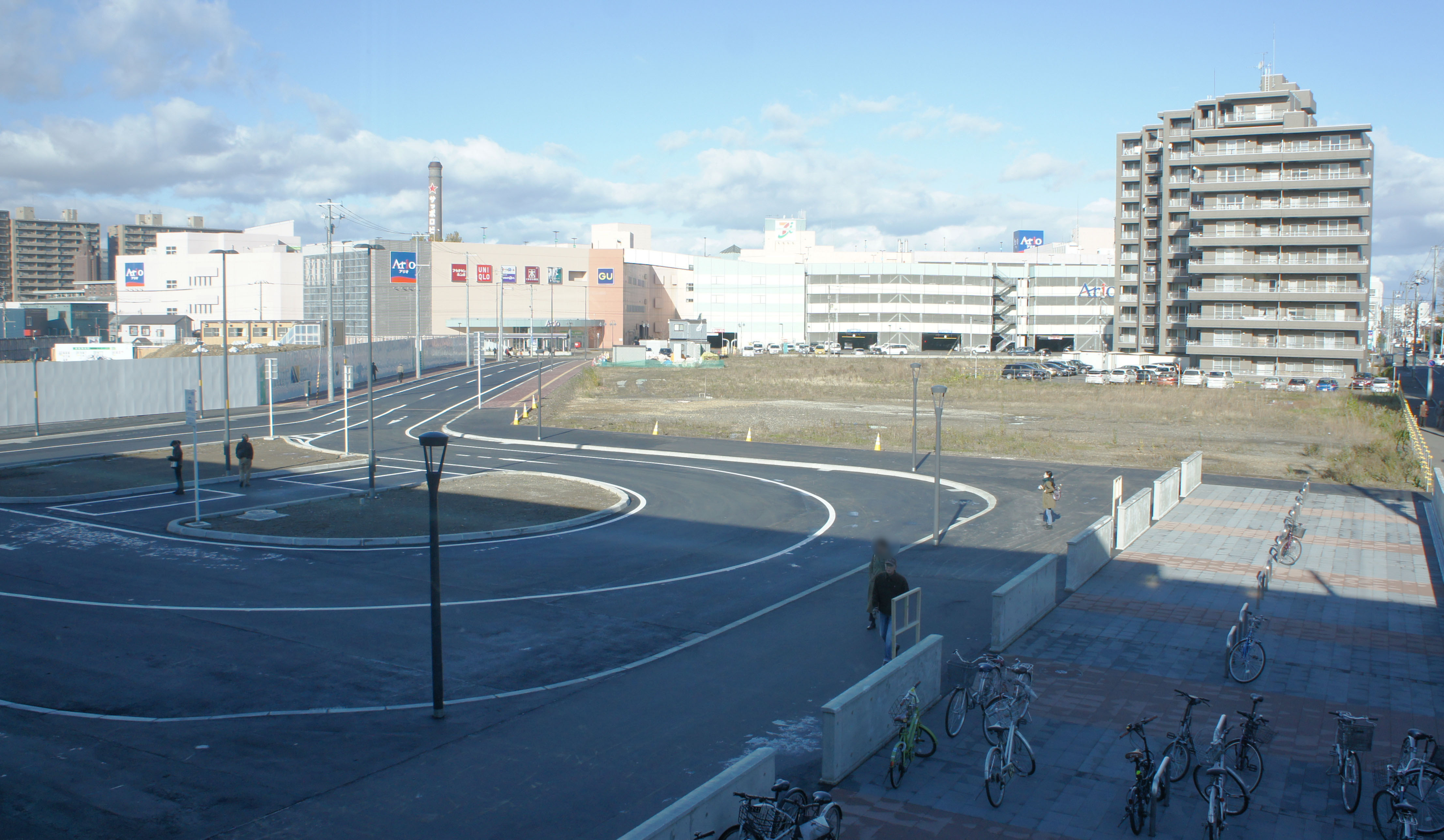
駅前広場（北口）
（2018年11月）

苗穂駅と駅周辺は札幌市による「苗穂駅周辺地区まちづくり事業」に伴い、北口側では北海道旅客鉄道（JR北海道）の社員研修センター跡地に超高層マンション、サービス付き高齢者向け住宅（サ高住）、商業施設を建設するほか、さっぽろ病院が移転新築する。また、アリオ札幌と空中歩廊で接続する計画があり、2021年3月4日より利用が開始された。なお、この時点ではアリオ札幌1階敷地までの連絡であり、アリオ札幌2階部分までの開通時期は未定とされていたが、2023年3月10日に直結した。また、この空中歩廊は、超高層マンション「ザ・グランアルト札幌 苗穂ステーションタワー」や北洋銀行東苗穂支店とも直結されている。一方、南口側でも札幌市による「北3東11周辺地区市街再開発事業」が行われており、マンション2棟や商業・医療施設を建設するほか、各施設を結ぶ空中歩廊を設置する。
駅のすぐ西側（札幌市中央区北5東9）の東9丁目踏切は、函館線や千歳線など5本の線路と札幌市道が交差し、日中は遮断機が上がらない時間が1時間あたり最長で計40分を超える「開かずの踏切」に北海道で唯一指定されていたが、札幌市が代替路を整備することになった。代替路となる苗穂駅連絡通が2023年（令和5年）3月16日午前11時に全線開通し、東9丁目踏切は同年3月23日午後3時に廃止されることになった。

### 北口
- 北海道旅客鉄道苗穂工場
  - 苗穂運転所
  - 北海道鉄道技術館
- 大日本印刷札幌工場
- サッポロガーデンパーク
  - アリオ札幌
  - サッポロビール博物館
  - サッポロビール園
  - 北海道日本ハムファイターズ屋内練習場
- 我汝会さっぽろ病院
- 北洋銀行東苗穂支店
- 札幌市消防局東消防署苗穂出張所
- 北海道開発局研修センター
- 札幌市立苗穂小学校
- スーパーアークス 苗穂店
- 雪印メグミルク（登記上の本店）
  - 酪農と乳の歴史館

### 南口
- 苗穂駅前郵便局
- 札幌厚生病院
- 札幌市水道局
- 豊平川

## バス路線
2025年（令和7年）8月1日現在。バス停留所は全て南口側にある。
- 北海道中央バス[24]
  - 東6 札苗線：バスセンター行、豊畑行・豊畑東行・モエレ沼公園行
  - 56 東雁来線：札幌駅前行、豊畑行
- ジェイ・アール北海道バス
  - 2 北郷線：JR白石駅北口行、札幌駅前行[25]
  - 高速えりも号：えりも駅行[26]

### 駅舎移転に伴うバス停の移転
2018年（平成30年）11月17日の駅舎移転に伴い、旧駅舎南口にあったバス停留所も新駅舎南口に順次移転された。
- 沿岸バス「苗穂駅南口」停留所（高速バス札幌行降車専用）
駅舎移転当日、従来の「苗穂駅前」バス停が新駅舎南口付近に移設され、「苗穂駅南口」に名称変更された[27]。

- 北都交通・宗谷バス「苗穂駅前」停留所（高速バス札幌行降車専用）
駅舎移転当日、従来の「苗穂駅前」バス停が新駅舎南口付近に移設された[報道 2]。

- 北海道中央バス「苗穂駅」停留所
2018年（平成30年）12月1日に実施された冬ダイヤ改正で、従来の「苗穂駅」停留所が「北3条東13丁目」に、新駅舎南口の「北3条東10丁目」停留所が「苗穂駅」に名称変更された[報道 3]。

- ジェイ・アール北海道バス「苗穂駅」停留所
駅舎移転の時点では移設が見送られ、引き続き旧駅舎南口（前述の北海道中央バス「北3条東13丁目」バス停と同一地点）に設置されている。これはジェイ・アール北海道バスに新駅舎南口を経由する路線が存在せず、また、停留所新設には経路の認可が必要なためである[新聞 3]。その後、2019年（平成31年）4月1日のダイヤ改正で2番・北郷線の運行経路を変更し、新駅舎南口に「苗穂駅」バス停を新設、従来の「苗穂駅」バス停は「北3条東13丁目」に改称された[報道 4]。

## 隣の駅
北海道旅客鉄道（JR北海道）
■函館本線　■千歳線（白石駅 - 札幌駅間は函館本線）
札幌駅 (01) - 苗穂駅 (H02) - 白石駅 (H03)

### かつて存在した路線
日本国有鉄道（国鉄）
千歳線（旧線）
苗穂駅 - 東札幌駅
札幌市電
苗穂線
東10丁目停留場 - 苗穂駅前停留場